# ベニート・ラミレス
ベニート・ラミレス・デル・トロ（Benito Ramírez del Toro、1995年7月11日 - ）は、スペイン・カナリア諸島州ラ・アルデア出身のサッカー選手。UDラス・パルマス所属。ポジションはMF。

## 経歴
グラン・カナリア島のラ・アルデア・デ・サン・ニコラスに生まれ、2010年に15歳でUDラス・パルマスのカンテラへ入団した。2013-14シーズンにBチームへと昇格し、2016年1月20日、プリメーラ・ディビシオンのデポルティーボ・ラ・コルーニャ戦にて、試合終了間際に途中交代でトップチームデビューを果たした。
2017-18シーズン開幕前の6月16日、同シーズンよりトップチームへと正式に昇格することが決定した。
2018年8月31日、クラブとの契約を3年間延長すると同時にセグンダ・ディビシオンに所属していたCFラージョ・マハダオンダへ1シーズンのレンタル移籍をすることが発表された。